# Flygkollisionen över Überlingen
Flygkollisionen över Überlingen inträffade den 1 juli 2002 då två flygplan kolliderade, ett fraktflygplan från det tyska transportföretaget DHL och ett passagerarflygplan från det ryska flygbolaget Bashkirian Airlines, över den tyska staden Überlingen, vid Bodensjön. Kollisionen inträffade när båda planen, efter order från olika system, började ändra flyghöjd just för att undvika en kollision. 

## Händelsen

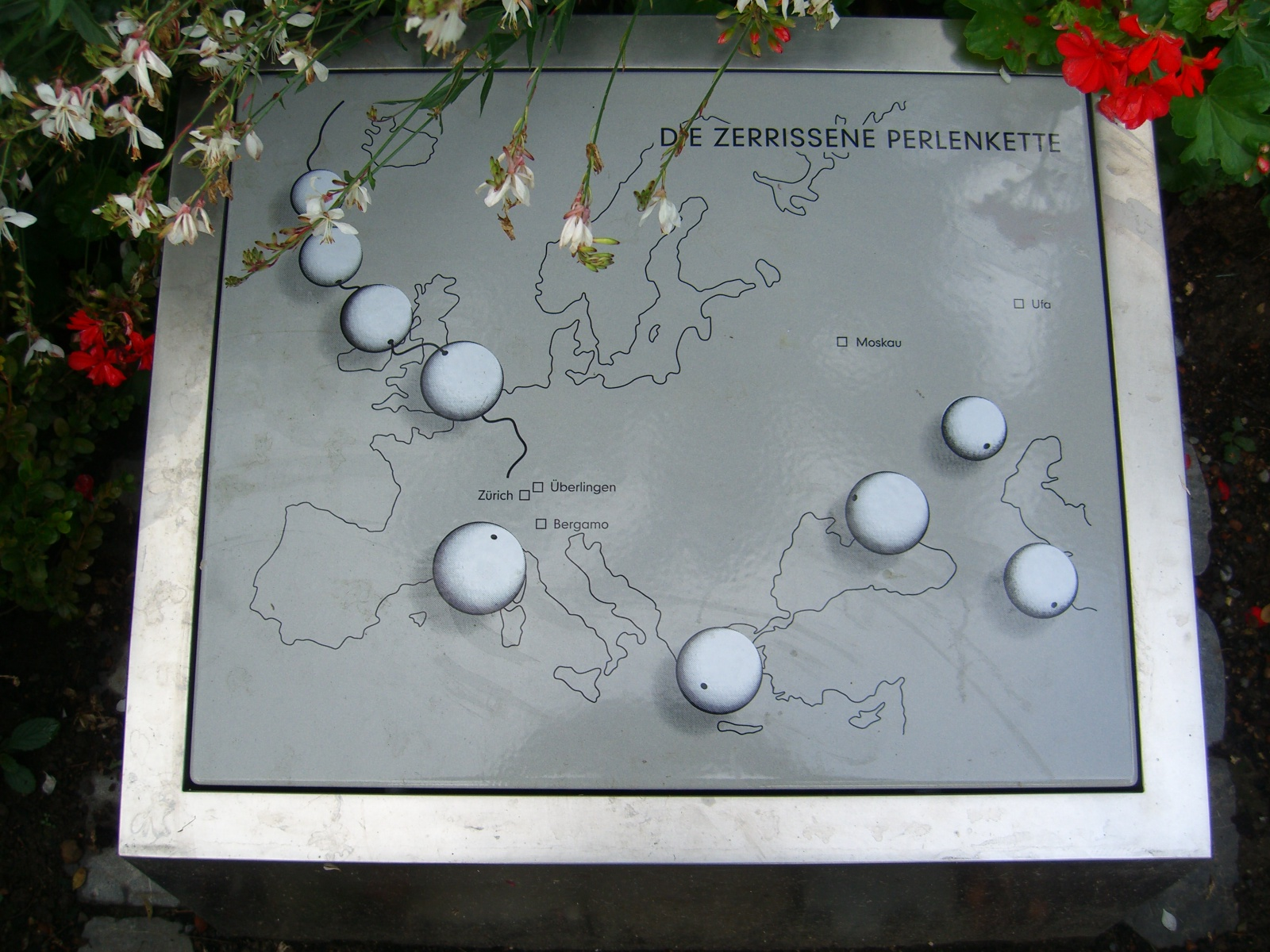
Minnestavla „Die zerrissene Perlenkette“.

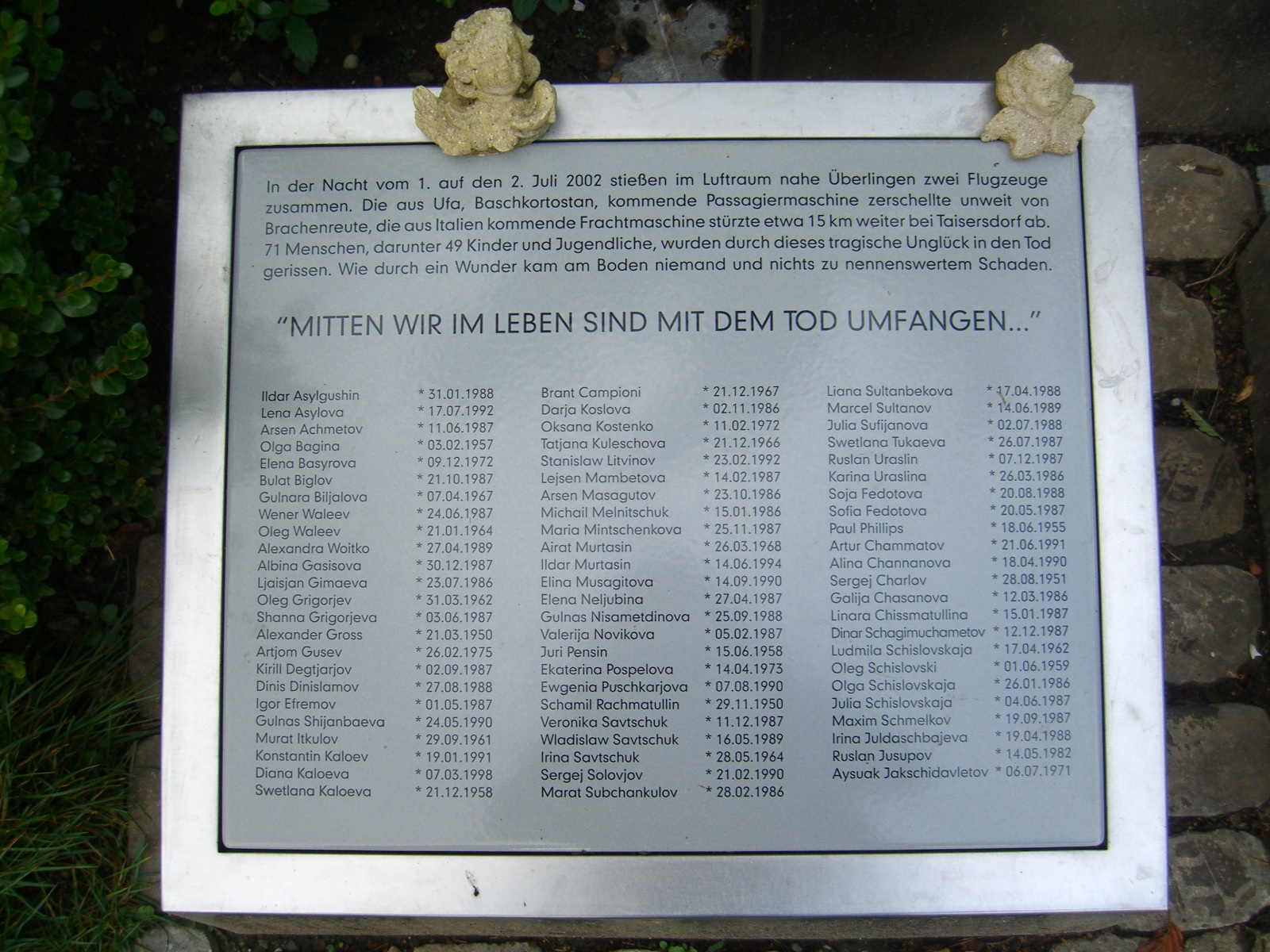
Minnestavla.

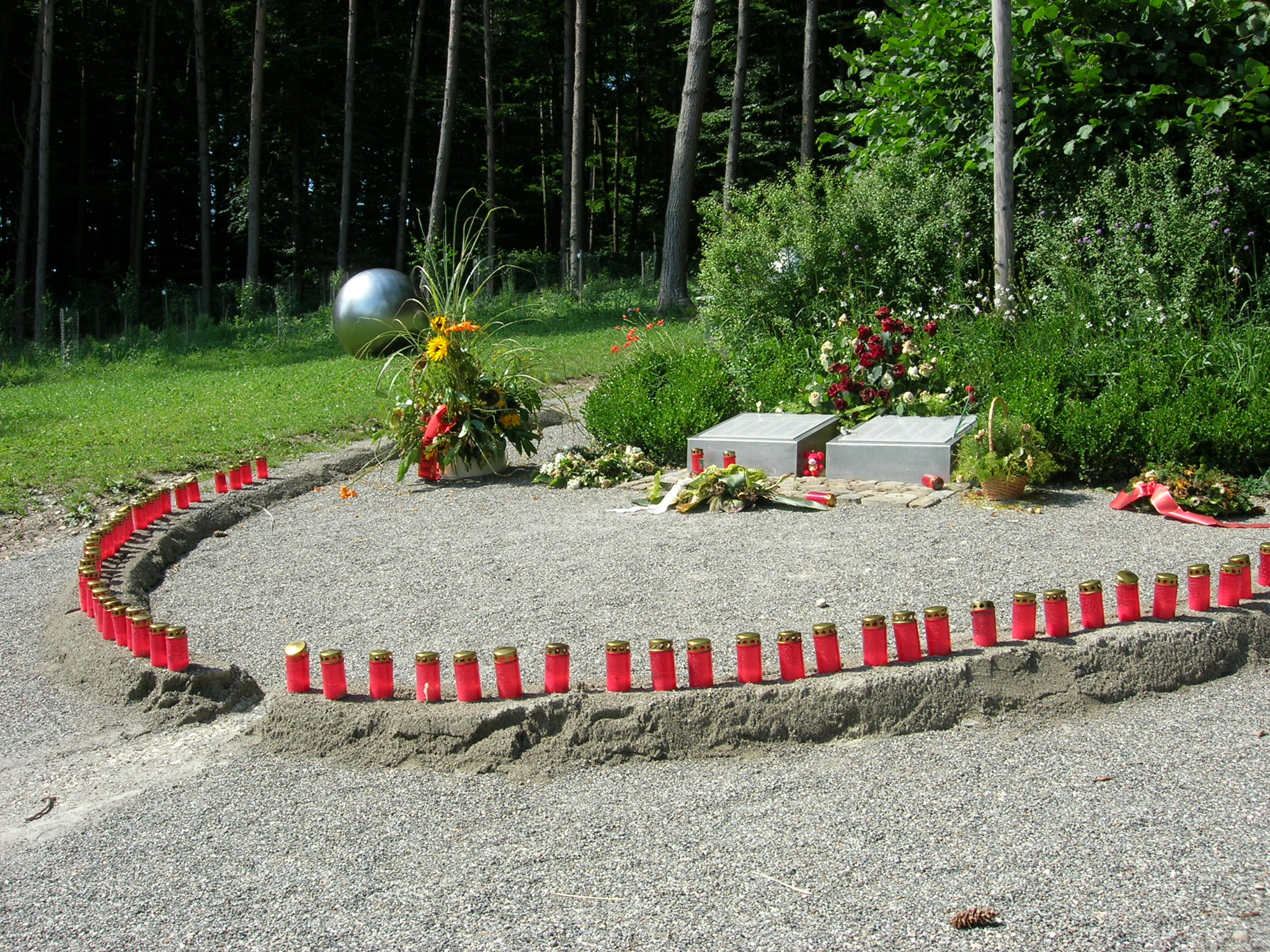
Minnesplats Überlingen.

Det ryska passagerarflygplanet, en chartrad Tupolev 154 från bolaget Bashkirian Airlines, hade hämtat upp sina passagerare på Domodedovos internationella flygplats i Moskva och sedan lyft klockan 20.48 för att fortsätta till sin tilldelade flyghöjd 36 000 fot (11 000 m) för att flyga mot Barcelona i Spanien. 
Klockan 23.15 hade planet kommit in i tyskt luftrum och leddes av flygledningen (ATC) i München fram till klockan 23.30:11, då man lämnat över kontrollen av planet till Zürich. Vid detta tillfälle låg de båda flygplanen på samma höjd, något som inte är ovanligt. Det är upp till den flygledning som tar över kontrollen att justera höjden, något som brukar ske flera minuter före mötet mellan planen. Vid detta tillfälle var två flygledare i tjänst i Zürich men en av dem var på rast, så en ensam flygledare var ansvarig för hela det luftrum man ansvarar för. Han hade ansvaret för att övervaka två radiofrekvenser och två radarskärmar. Vid den tidpunkt Bashkirian Airlines flygplan lämnades över till honom höll han på med att via radio guida ett plan som skulle landa på flygplatsen i Friedrichshafen och på den andra frekvensen hade han kontakt med fyra andra flygplan. Mellan klockan 23.25:43 och 23.33:11 hade flygledaren dessutom försökt att ringa till flygplatsen i Friedrichshafen men på grund av problem med telefonsystemet i Zürich hade han inte lyckats nå dem. 
Klockan 23.34:42, 50 sekunder före kollisionen, varnades besättningen ombord på Tupolev-planet av antikollisionssystemet (TCAS) ombord för att de låg på kollisionskurs med ett annat flygplan, och 23.34:49 uppmanades besättningen av flygledaren att gå ner till en lägre höjd, 35 000 fot (10 700 m); Bashkirian two niner three seven (flightnumret på det ryska planet) descend flight level 350, expedite. I have crossing traffic. Ordern konfirmerades även av besättningen cirka sex sekunder senare. Denna höjdkorrigering var nödvändig för att undvika en kollision med ett flygplan från flygfraktbolaget DHL som också låg på 36 000 fot (11 000 m). Några sekunder senare, ca 25 sekunder före kollisionen, fick besättningarna på båda flygplanen en varning från sina antikollisionssystem, Tupolev-planet fick order om att stiga och DHL-planet om att sjunka. Besättningen ombord på Tupolev-planet försökte reda ut vilken order de skulle lyda, datorns eller flygledningens. Sju sekunder efter datorns varning upprepade flygledaren sin uppmaning till besättningen att sjunka och man utförde manövern. Enligt då gällande regler från FN-organet ICAO fanns det ingen klar bestämmelse om vilken order som skulle följas först, instrumenten eller flygledaren. De tyska utredarna påpekade detta i sin rapport om olyckan och föreslog ändringen att instrumentens instruktioner skulle följas om det inte innebar fara.
Detta missförstånd ledde nu till att man åter låg på kollisionskurs. Efter ytterligare några sekunder fick besättningen ombord på DHL-planet åter en varning från sin dator om att de skulle sjunka ännu mer. I detta läge kontaktade man flygledningen och meddelade att man ändrat sin flyghöjd efter uppmaning från datorn. Nu fick även den ryska besättningen en ny varning från sin dator, åtta sekunder före kollisionen, om att man åter låg på kollisionskurs och att man måste stiga. I detta ögonblick fick de två besättningarna visuell kontakt med varandra och försökte undvika kollisionen genom att gira, allt enligt instruktionerna. Detta var dock förgäves och klockan 23.35:32 kolliderade de två på en höjd av ca 35 400 fot (10 800 m). Stjärtfenan på DHL-planet träffade Tupolev-planet på vänster sida nära nödutgångarna vid vingen. Tupoleven bröts i fyra delar och större delen av den havererade på ett fält utanför Überlingen, medan Boeing-planet fortsatte cirka åtta km norrut och havererade i en skog norr om Owingen. Ingen av de ombordvarande på de två planen överlevde, dock skadades ingen på marken. 
Moderna radarsystem har en funktion som ska varna flygledningen om flera flygplan ligger på samma höjd, ett system som även finns i Zürich men som var avstängt för underhållsarbeten från ca 23.00 på kvällen. Flygledningen i Karlsruhe hade däremot sitt varningssystem i bruk och såg att de två planen låg på kollisionskurs. Man försökte ringa Zürich för att varna, men på grund av problemet med deras telefonsystem lyckades man inte nå dem. Man hade en linje i bruk i Zürich, vilken för tillfället användes av flygledaren för att försöka nå flygplatsen i Friedrichshafen angående ett landande flygplan.

## Fakta om flygplanen
DHL Aviation
- Bild Boeing-757-23APF, regnr A9C-DHL

- Flygplan: Boeing 757-200
- Leveransår 1990
- Registeringsnr: A9C-DHL
- Tidigare registreringsnr: N3502P, 9J-AFO, VH-AWE, OO-DLK
- Flight nr: 611
- Rutt: 
  - Från: Bahrain 
    - Avgångstid 15.30

  - Via: Bergamo, Italien 
    - Ankomsttid 21.10
    - Avgångstid 23.06

  - Till: Bryssel (Zaventem), Belgien
- Besättning: 2
- Dödsoffer 2 av 2

Bashkirian Airlines
- Bild Tupolov-Tu-154M, regnr RA-85816

- Flygplan: Tupolev TU-154M
- Leveransår: 1995
- Registreringsnr: RA-85816
- Flight nr: 2937
- Rutt: 
  - Från: Moskva (Domodedovo), Ryssland 
    - Avgångstid: 20.48

  - Till: Barcelona, Spanien
- Besättning: 12
- Passagerare 57 (varav 52 var ryska barn)
- Dödsoffer 69 av 69